# Réserve naturelle de Bogen
La réserve naturelle de Bogen  est une réserve naturelle norvégienne qui est située dans le municipalité de Holmestrand, dans le comté de Vestfold.

## Description
La réserve naturelle de 0,567 km2 a été créée en 2006. Elle est située du côté ouest de Sandebukta, au nord-ouest de Holmestrand.
Elle abrite la très rare orchidée Malaxis monophyllos. Aujourd'hui, il reste très peu d'occurrences connues de celle-ci en Norvège. La crête de lave nommée Holmestrandsveggen, qui s'étend du centre-ville de Holmestrand à l'ancienne frontière municipale vers Sande, montre des parties importantes de l'histoire de la terre sur 300 millions d'années.
Holmestrandsveggen était le dernier site de nidification connu pour le faucon pèlerin à Vestfold, avant que le faucon pèlerin ne soit établi avec la réintroduction en Suède. La dernière année d'ancienne nidification remonte à 1967 et la première année de nouvelle nidification à Holmestrandsveggen remonte à 1984. Le faucon pèlerin supposé avoir la plus longue durée de vie au monde avait son lieu de nidification le plus important dans la réserve naturelle de Bogen. Elle a occupé le territoire de Holmestrandsveggen pendant 15 années consécutives.

## Galerie

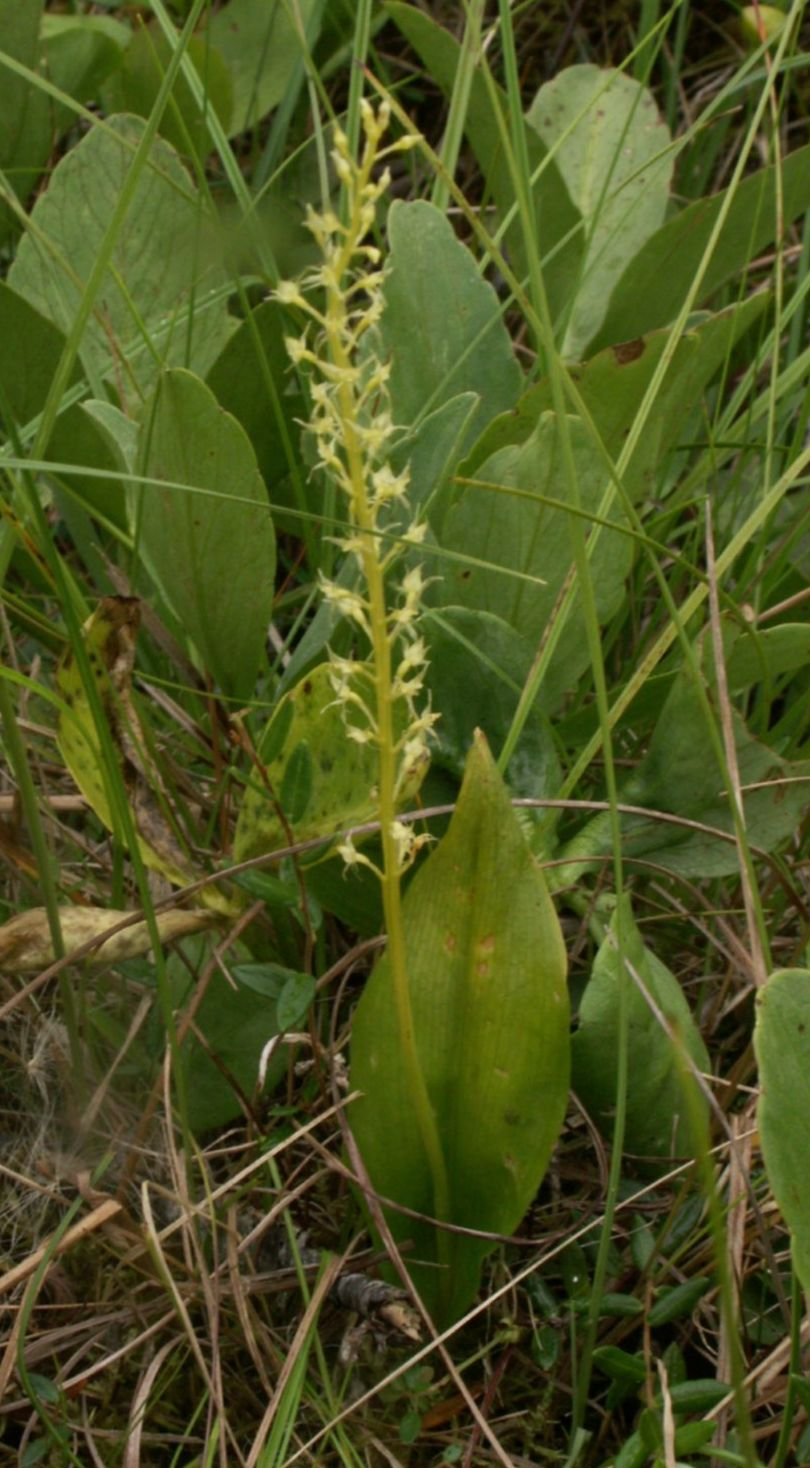
Malaxis monophyllos
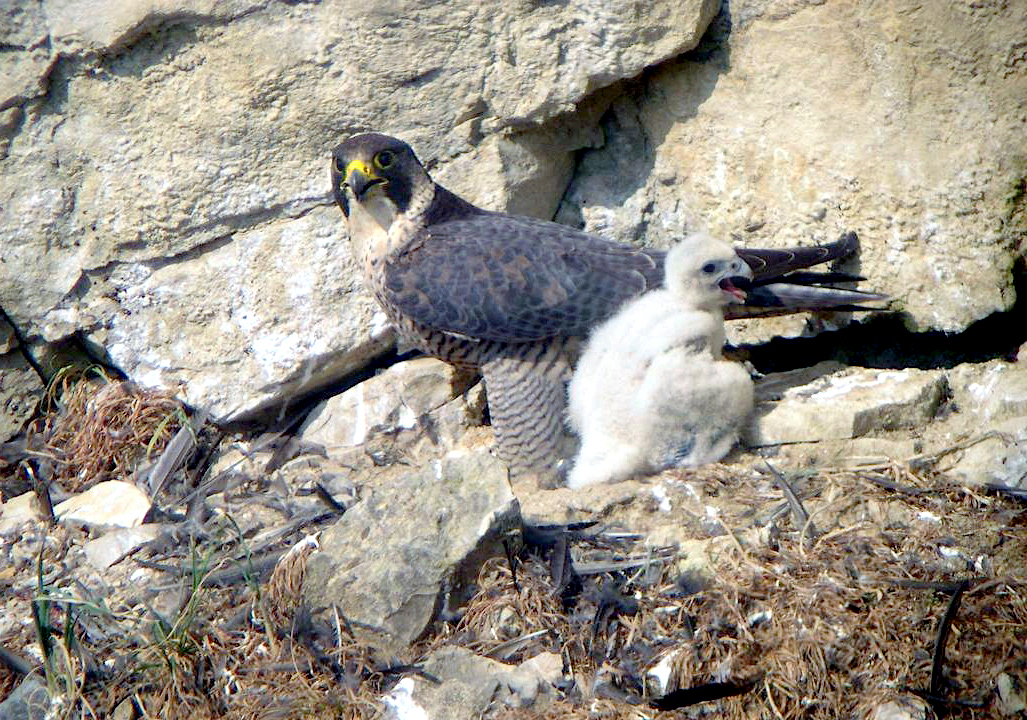
Faucon pèlerin